# Silanus
Silanus (sardinsky: Silànos) je italská obec (comune) v provincii Nuoro v regionu Sardinie. Nachází se ve výšce 432 metrů nad mořem a má přibližně 2 000 obyvatel. Rozloha obce je 47,94 km².